# Rainer Kuchta
Rainer Kuchta (* 8. Juli 1943 in Gleiwitz) ist ein ehemaliger polnischer Fußballspieler.

## Karriere
Im Alter von 21 Jahren kam Kuchta erstmals im Seniorenbereich und auch erstmals in der 1. Liga, der seinerzeit höchsten Spielklasse im polnischen Fußball, zum Einsatz. Er spielte in der Saison 1964/65 für Śląsk Wrocław, der das erste Mal in diese Spielklasse vertreten war. Der Neuling konnte in einem Teilnehmerfeld von 14 Mannschaften als Elfter die Klasse halten.
In der Folgesaison zum amtierenden Meister und Pokalsieger Górnik Zabrze gewechselt, gewann er am Saisonende mit dem Gewinn der Meisterschaft gleich seinen ersten sportlichen Titel, der im Jahr darauf verteidigt werden konnte. Von 1967 bis 1971 war er mit seiner Mannschaft im Wettbewerb um den nationalen Vereinspokal in den jeweiligen Finalspielen erfolgreich; zweimal wurde Ruch Chorzów mit 3:0 und 3:1 bezwungen, einmal Legia Warschau mit 2:0 und einmal Zagłębie Sosnowiec mit 3:1. Beim letzten Pokalsieg machte die erneut gewonnene Meisterschaft das Double perfekt.
Aufgrund der errungenen Titel war er mit seiner Mannschaft auch auf internationaler Vereinsebene vertreten. Im Wettbewerb um den Europapokal der Landesmeister bestritt er 1966/67 und 1967/68 jeweils fünf Spiele und im Wettbewerb um den Europapokal der Pokalsieger 1969/70 acht. Im Finale, das seine Mannschaft am 29. April 1970 im Wiener Praterstadion gegen Manchester City bestritten und mit 1:2 verloren hatte, wurde er in der 85. Minute für Stefan Floreński eingewechselt. In der Folgesaison war für ihn nach vier Spielen und der 0:2-Niederlage n. V. im Rückspiel – erneut gegen Manchester City – der Wettbewerb im Viertelfinale beendet. Des Weiteren kam er auch in zwei Spielen um den International Football Cup, auch als Rappan-Pokal bekannt, zum Einsatz; am 19. und 25. Juni 1966 bestritt er die mit 3:2 gegen AIK Solna und mit 4:2 gegen Eintracht Braunschweig gewonnenen Spiele der Gruppe B3. 
Von 1971 bis 1976 spielte er für den Ligakonkurrenten Polonia Bytom, mit dem er am Saisonende 1972/73 als Vorletzter dank des 1:0-Sieges im Relegationrückspiel bei GKS Katowice in der Spielklasse verblieb. Für den Verein bestritt er am 18. Juli 1973 das mit 4:1 gewonnene Spiel der Gruppe 10 gegen den SV Austria Salzburg und das am 19. Juli 1975 mit 2:2 geendete Spiel der Gruppe 5 beim TJ Zbrojovka Brünn im Intertoto-Cup-Wettbewerb. Am Ende seiner letzten Saison für den Verein, stieg dieser auf Platz 16 von 16 Mannschaften in die 2. Liga Süd ab.

## Erfolge
- Finalist Europapokal der Pokalsieger 1970
- Polnischer Meister 1966, 1967, 1971
- Polnischer Pokal-Sieger 1968, 1969, 1970, 1971